# Марія Орська
Рахіль Абрамівна Бліндерман, відома як Марія Орська (16 березня 1893 , Миколаїв, Миколаївське військове губернаторство  — 16 травня 1930 , Відень ) — німецька акторка театру і кіно українського походження. Вільно володіла польською, німецькою та російською мовами.

## Біографія
Рахіль Бліндерман народилася 16 березня 1896 року в Миколаєві, в родині випускника юридичного відділення Імператорського Новоросійського університету, кандидата права Абрама Мойсейовича Бліндермана. А. М. Бліндерман став згодом присяжним повіреним, юрисконсультом Товариства суднобудівних, механічних і ливарних заводів і гласним Миколаївської міської думи. Мати — Августина Бернгардівна Бліндерман (до шлюбу Франкфуртер, 1863 Альбіон, Нью-Йорк — 1928, Відень), з дитячого віку жила з батьками в Одесі. Зведений брат — авіатор, письменник і драматург Осип Фелін. У неї були також брат Едвін (1895—1966) і сестра Габріела (1899—1926). Родині належав прибутковий будинок Бліндермана на Центральному проспекті, а також дача по дорозі від Волового двору до Спаська, № 17 в Миколаєві.
Перед Першою світовою війною переїхала до Варшави, а звідти, після окупації німецькою армією Відня в 1915 році, в Берлін.
У Берліні працювала з Максом Райнгардтом. Одружилася з бароном Гансом фон Бляйхредером-молодшим (1888—1938) — з єврейської банкірської династії, онуком банкіра Герсона фон Бляйхрёдера. Тим самим прийняла ім'я баронеси фон Бляйхредер. Вони розлучилися 1925 року.
1920 року мала величезну популярність у Центральній Європі. Її фотографії з'являлися на обкладинках журналів, а портрети — на листівках.
16 травня 1930 року у Відні вчинила самогубство. Існує версія, що в останні роки життя мала вплив залежність віт морфіну.

## Родина
- Двоюрідна сестра — акторка Хедда Форстен[de] (1897—1933), дядько — імпресаріо Ойген Франкфуртер (? -1922)[7].
- Дядько (чоловік молодшої сестри матері Отіллії, 1866, Цинциннаті — 1951 Нью-Йорк) — Мойсей Якимович Тарнополь (? — 1938, Париж), одеський літератор і перекладач, йому з братами належали спарені будинки № 78 по вулиці Канатній і № 38 по вулиці Пантелеймонівській в Одесі, збудовані за проектом Ф. А. Троупянського[8][9]. Їхні діти Олександр (1889—1983) і Григорій (1891—1979) заповіли велику сімейну колекцію живопису нью-йоркському Метрополітен-музею.

## Фільмографія
- 1915 — Dämon und Mensch
- 1915/1916 — Das tanzende Herz
- 1916 — Die Sektwette
- 1916 — Der lebende Tote
- 1916 — Der Sumpf
- 1916 — Das Geständnis der grünen Maske
- 1916 — Adamants letztes Rennen
- 1917 — Die schwarze Loo
- 1920 — Die letzte Stunde. Der Tag eines Gerichtes in 5 Verhandlungen
- 1920/1921 — Die Bestie im Menschen
- 1920/1921 — Der Streik der Diebe
- 1922 — Opfer der Leidenschaft
- 1922/1923 — Fridericus Rex. 3. Sanssouci